# Esker

Los eskeres en relación con otros depósitos glaciales y fluvioglaciales. 1) Basamento, 2) Capa de till, 3) Inlandsis en retroceso, 4) Esker, 5) Drumlin, 6) Morrena terminal, 7) Llanura expuesta tras lago de agua de fusión, 8) Kames, 9) Kettles.

Un esker es una cresta larga, estrecha y sinuosa, compuesta fundamentalmente por arena y grava aunque al final de su formación el esker se completa con sedimentos de todos los tamaños posibles, lo que viene a hacer el montículo alargado más homogéneo. Estas crestas son depositadas por ríos de agua de fusión que fluyen generalmente debajo de una masa de hielo glaciar. Como la capacidad de transporte del agua es mucho menor que la del hielo, al desaparecer el glaciar queda invertido el relieve, siendo el antiguo río de agua el que se encuentra más elevado formando el propio esker, mientras que las antiguas orillas del mismo han quedado deprimidas debido al propio peso y erosión del hielo que formaba el antiguo glaciar.

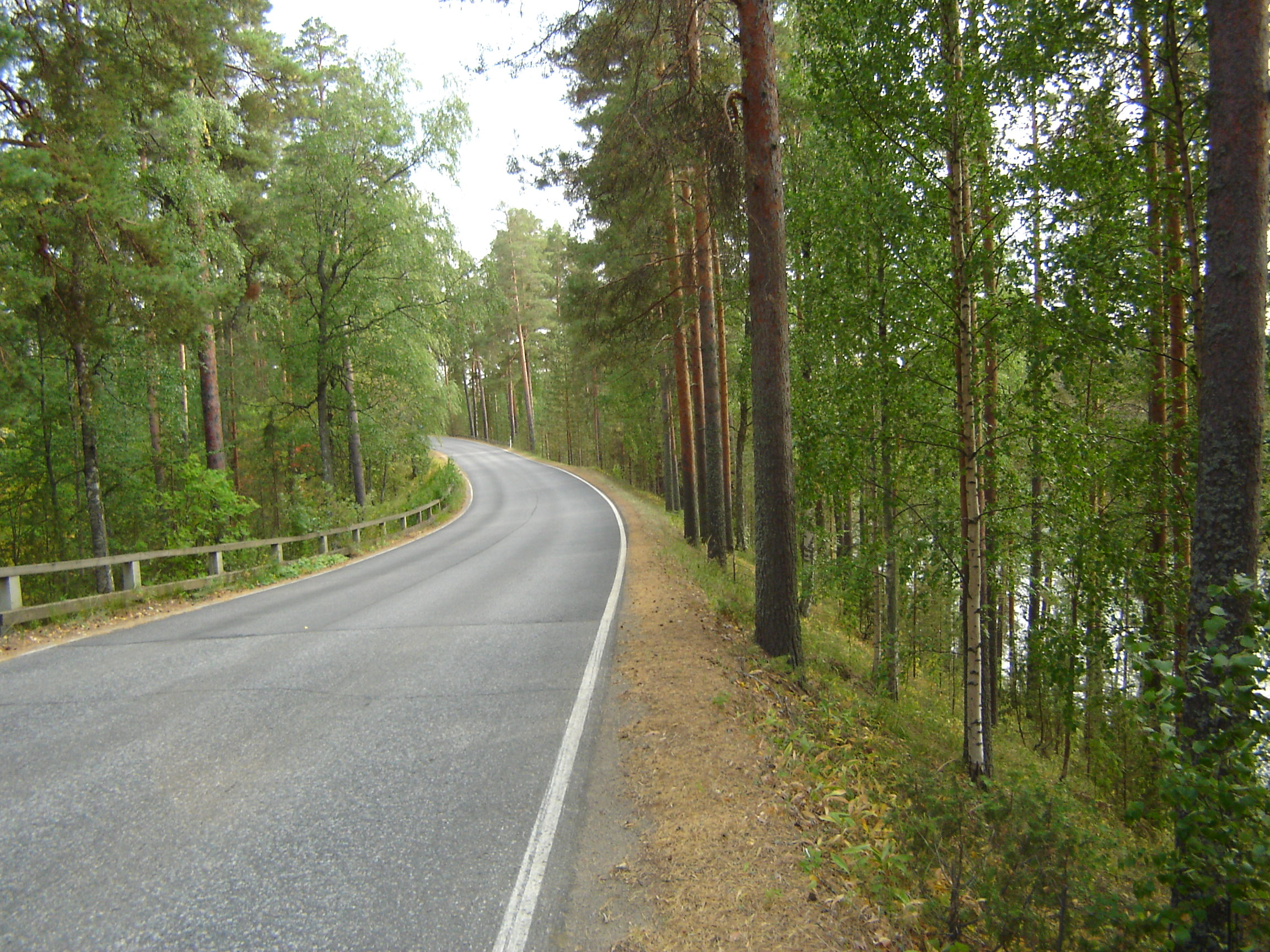
Esker en Finlandia, que ahora sirve de base para una carretera

## Geología
La mayoría de los eskers se formaron dentro de túneles con paredes de hielo por arroyos que fluían dentro y debajo de los glaciares. Tendían a formarse alrededor de la época del máximo glaciar, cuando el glaciar era lento. Después que los muros de retención de hielo se derritieron, los depósitos de los arroyos permanecieron como largas crestas sinuosas. El agua puede fluir cuesta arriba si está bajo presión en una tubería cerrada, como un túnel natural en el hielo.
Los eskers también pueden formarse por encima de los glaciares por acumulación de sedimentos en canales supraglaciales, en grietas, en zonas lineales entre bloques estancados o en ensenadas estrechas en los márgenes de los glaciares. Los eskers se forman cerca de la zona terminal de los glaciares, donde el hielo no se mueve tan rápido y es relativamente delgado.
El flujo plástico y el derretimiento del hielo basal determina el tamaño y la forma del túnel subglacial. Esto, a su vez, determina la forma, composición y estructura de un esker. Los eskers pueden existir como un solo canal o pueden ser parte de un sistema de ramificación con eskers tributarios. A menudo no se encuentran como crestas continuas, pero tienen espacios que separan los segmentos sinuosos. Las crestas de las crestas de los eskers no suelen estar niveladas durante mucho tiempo y, por lo general, son nudosas. Los eskers pueden ser de cresta ancha o de cresta afilada con lados empinados. Pueden alcanzar cientos de kilómetros de longitud y generalmente tienen entre 20 y 30 metros de altura.

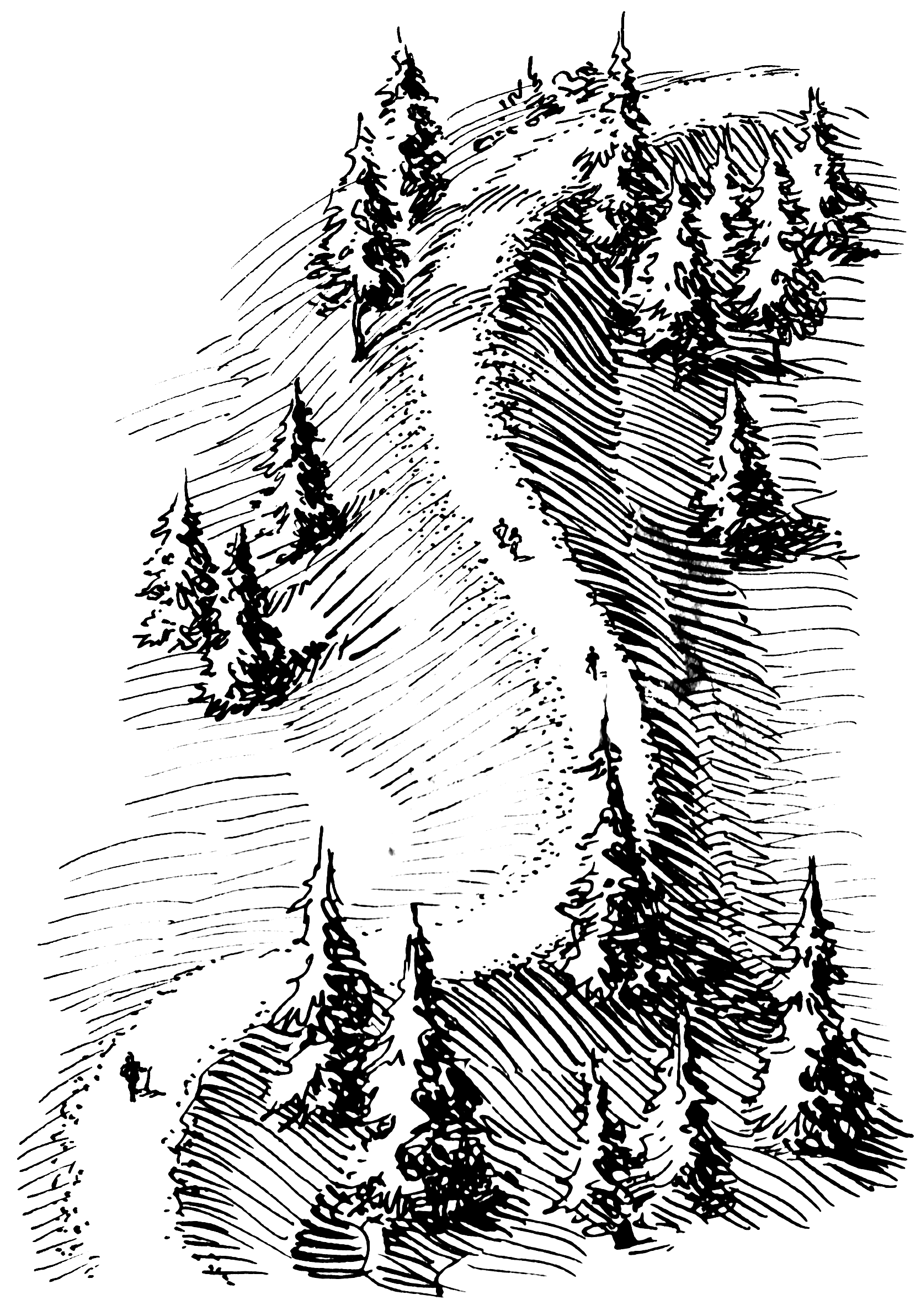
Dibujo de un esker con sus típicas curvas. Como se ve en el dibujo, en la Edad Media en partes del norte de Europa las crestas de los éskeres se usaban como caminos.

La trayectoria de un esker se rige por la presión del agua en relación con el hielo que lo recubre. En general, la presión del hielo estaba en un punto tal que permitiría a los eskers correr en la dirección del flujo glacial, pero los forzaría hacia los puntos más bajos posibles, como valles o lechos de ríos, que pueden desviarse del camino directo del río. glaciar. Este proceso es el que produce los anchos eskers sobre los que se pueden construir caminos y carreteras. Una menor presión, que se produce en áreas más cercanas al máximo glacial , puede hacer que el hielo se derrita sobre el flujo de la corriente y crear túneles de paredes empinadas y con arcos pronunciados.
La concentración de escombros de roca en el hielo y la velocidad a la que el sedimento llega al túnel por fusión y por el transporte corriente arriba determina la cantidad de sedimento en un esker. El sedimento generalmente consiste en arena y grava de grano grueso, depositadas en agua, aunque se puede encontrar marga gravillosa donde los escombros de roca son ricos en arcilla. Este sedimento está estratificado y clasificado, y generalmente consiste en material del tamaño de un guijarro / adoquín con cantos rodados ocasionales. La ropa de cama puede ser irregular, pero casi siempre está presente, y es común la formación de camas cruzadas.
Hay varios casos en los que las dunas del interior se han desarrollado junto a los eskers después de la desglaciación.  Estas dunas se encuentran a menudo en el lado de sotavento de los eskers, si el esker no está orientado en paralelo a los vientos dominantes. Se pueden encontrar ejemplos de dunas desarrolladas en eskers tanto en la Laponia sueca como en la finlandesa .
Los lagos pueden formarse dentro de las depresiones en los eskers. Estos lagos pueden carecer de salidas y entradas superficiales y tener fluctuaciones drásticas a lo largo del tiempo.

## Composición y facies de los sedimentos
Los sedimentos de Esker se caracterizan por estructuras sedimentarias que se generaron en el entorno de flujo. Pueden subdividirse según su tamaño de grano de la siguiente manera:
- Gravas
- Arenas
- Arenas finas y limos
- Limos y arcillas

Las más comunes son las «capas de grava» en empaquetamiento estable, ocasionalmente también en empaquetamiento abierto. En ellas son bastante comunes los empaquetamientos de estratificación oblicua, que pueden alcanzar hasta siete metros de espesor. Se forman por la migración aguas abajo de bancos de grava. Ocasionalmente se observa estratificación contracorriente. Algunas secciones también muestran una estratificación paralela gradada dominante. Sin embargo, las gravas también pueden estar completamente desestratificadas y haber sido precipitadas obviamente a partir de un flujo de detritos sedimentarios. Incluso se dan flujos de lodo, reconocibles por los guijarros de arcilla.
La «arena» de grano grueso a medio suele estar estratificada oblicuamente y se depositó en megaondas o en paquetes de bancos de arena migratorios de 15 a 30 centímetros de grosor. Las estructuras sedimentarias se combinan de forma bastante compleja. Por ejemplo, se pueden observar estratificaciones oblicuas de bancos de arena, megaondas y pequeñas ondulaciones superpuestas. También están presentes capas masivas con estratificación indistinta, que indican una elevada carga de suspensión. Las capas paralelas ocasionales apuntan a los ingleses. Fase de forma de superficie plana del régimen de flujo bajo llamada fase de lecho plano .
Las “arenas finas y limos” consisten principalmente en pequeñas ondulaciones y varios tipos de laminaciones onduladas trepadoras . Este último puede documentar altas velocidades de flujo debido a su fuerte ascenso (comportamiento supercrítico, Fr > 1). Ocasionalmente estos sedimentos también presentan signos de deformación simultánea como: B. deslizamientos de tierra y estratificación retorcida.
Los “limos y arcillas” proceden de las facies distales de Åsern y se sedimentaron en las masas de hielo frente a los lagos de deshielo. Estos depósitos están compuestos por ritmitas y varvas bien desarrolladas .
En términos de facies, los eskers pertenecen a las siguientes áreas de depósito (clasificación de facies según Brodzikowski y van Loon): 
- Facies de túnel subglacial (IC-1-a).
- facies terminoglacial de boca de túnel fluvial (II-A-2-a).
- facies de boca de túnel lacustre, terminoglacial (II-A-1-c)
- Facies de boca de túnel marino terminoglacial (II-D-2-b).

## Estructura interna

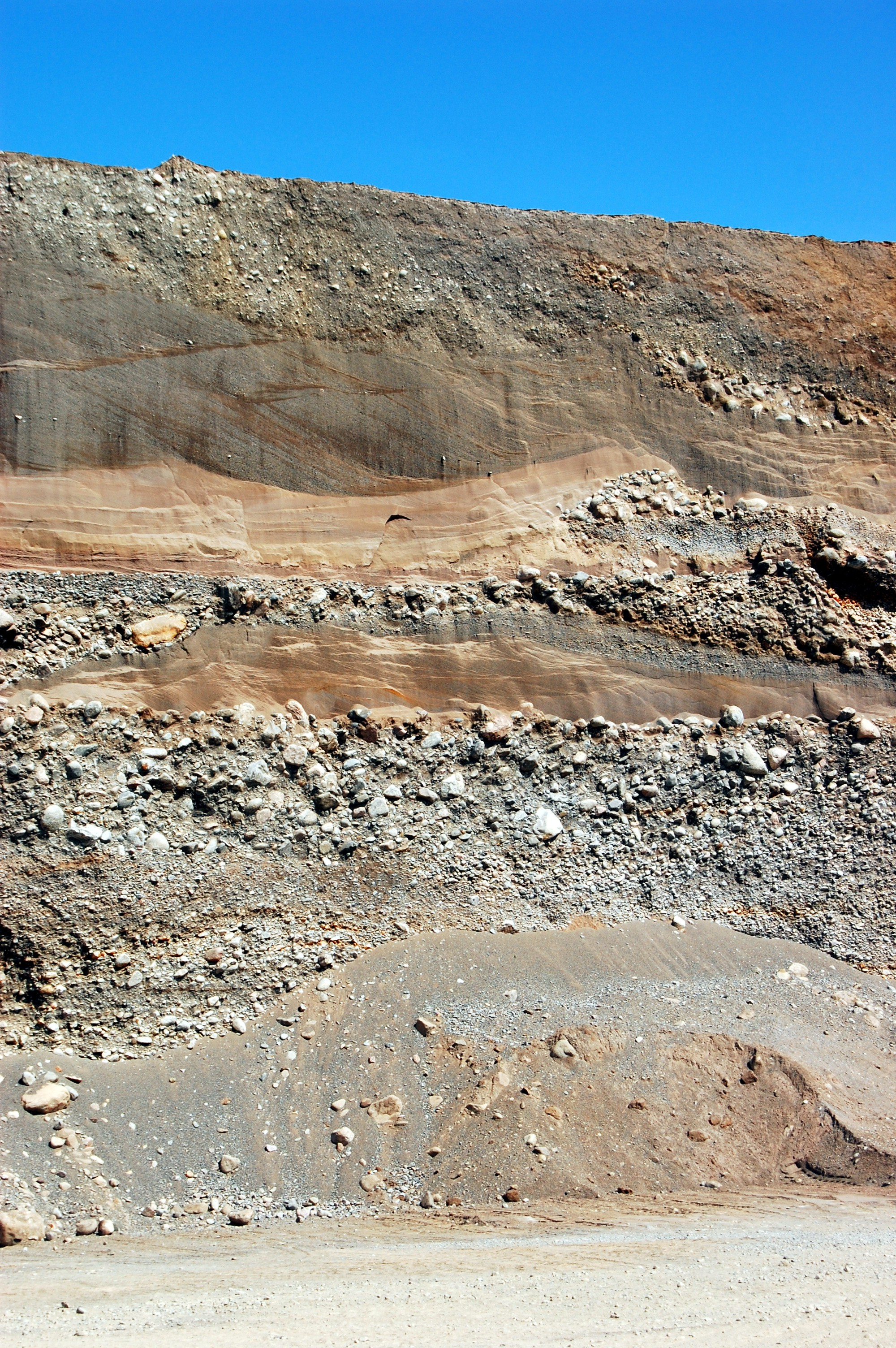
Estructura interna del Esker de Badelunda en Suecia.

Los sedimentos glaciofluviales difieren poco de los sedimentos fluviales normales. En los Eskers, dependiendo de las propiedades físicas del flujo de agua de deshielo, se encuentran capas de grava y arena de espesor variable. En regímenes de flujo muy fuerte se pueden transportar gravas muy grandes, pero en regímenes de flujo bajo y condiciones de estancamiento solo se forman sedimentos de grano fino. La ropa de cama oblicua y la ropa de cama normal pueden coexistir.
Aunque los cuerpos sedimentarios de los eskers parecen relativamente uniformes desde el exterior, su estructura interna puede ser muy compleja. Además de las capas habituales de grava y arena, a menudo se encuentran inclusiones de till y sedimentos de cuenca. Ocasionalmente también se encuentran perturbadas tectónicamente en su asociación, reconocibles por fallas y pliegues. Esto se puede explicar por la compresión provocada por los movimientos diferenciales de las masas de hielo circundantes (deformaciones glacitectónicas activas). Pero también se producen alteraciones de las condiciones de almacenamiento (asentamientos) de forma pasiva, por el deshielo del hielo circundante estabilizador o por el derretimiento de masas de hielo muertas.

## Formas especiales
Además de los eskers habituales, existen varias formas especiales: 
- Esker a presión
- Esker de hilo de perlas
- Eskers cubiertos de till
- Superposición de esker
- Esker paralelo
- Esker de canalón

En el caso de los “eskers de presión”, las fallas se forman por el frente de presión que actúa desde abajo, que comprime el till de la morrena del suelo subyacente, pero también las capas de arcilla cohesiva, hacia el túnel subglacial y, en consecuencia, pueden acumularse en el núcleo del esker. 
Los relativamente raros “eskers en cadena de perlas” o “eskers de perla” son causados por bloques de hielo que permanecen en los túneles o grietas y causan así interrupciones en la sedimentación (llamados “ ojos de esker ” por su forma redondeada). Sin embargo, también es posible que periódicamente se omitiera una extensión hacia atrás del sistema de túneles subglaciales hacia capas ricas en sedimentos del glaciar. Quizás simplemente documentan cambios en la aceleración del flujo de agua de deshielo.
Los eskers cubiertos de till tienen un manto de till, lo que atestigua directamente su origen subglacial en la base de las masas de hielo.
Los “eskers superpuestos” son estructuras complejas formadas por la intersección de sistemas de grietas en niveles superpuestos del glaciar.
En los “eskers paralelos” hay formas estructurales fusionadas y separadas que corren una al lado de la otra.
Los eskers con formación de garganta están rodeados en uno o dos lados por depresiones marginales que, sin embargo, suelen ser difíciles de reconocer morfológicamente y a menudo son pantanosas. Los canales se pueden explicar ya sea por la formación de hielo muerto o fueron creados por el movimiento de la corriente.

## Ejemplos de eskers

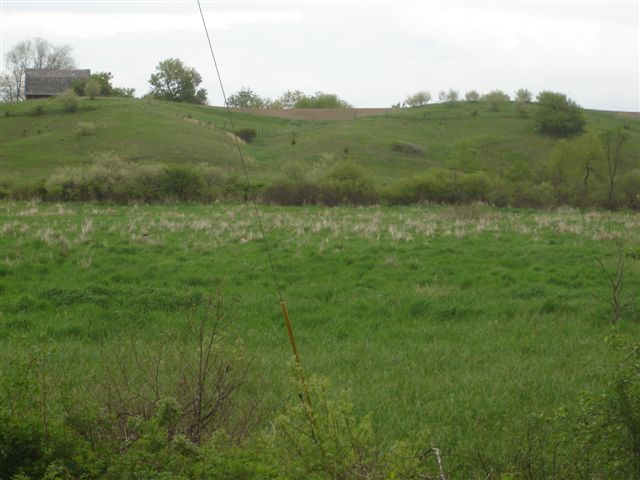
Una parte del esker Mason. Mason, Michigan EE. UU.

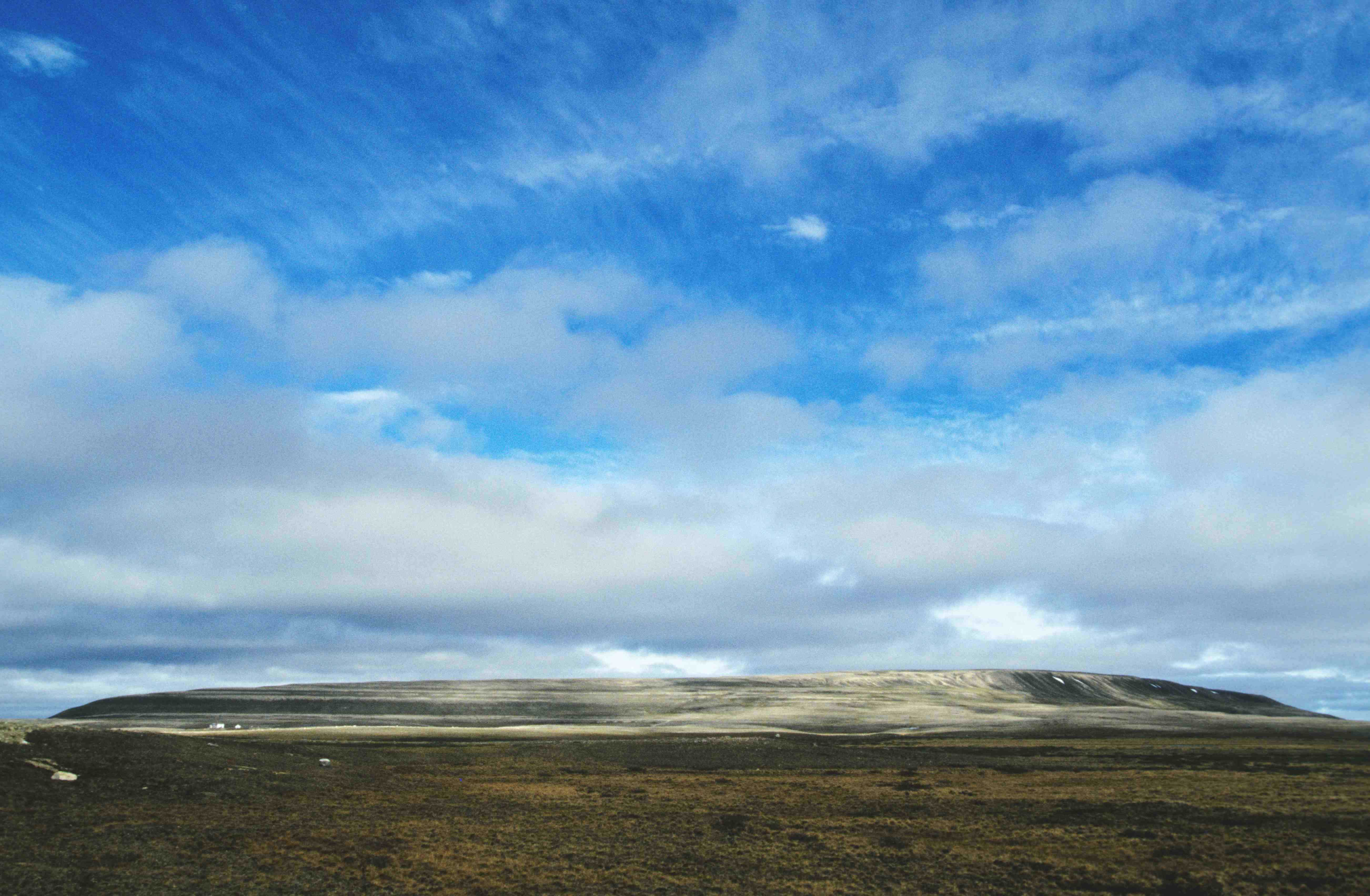
Monte Pelly u Ovayok. Cambridge Bay, Australia.

### Europa
En Suecia, el Uppsalaåsen se extiende a lo largo de 250 km y atraviesa la ciudad de Uppsala. El esker Badelundaåsen recorre más de 300 km desde Nyköping hasta el lago Siljan. El esker Pyynikki de Pispala, en Tampere (Finlandia), se encuentra en un esker entre dos lagos excavados por glaciares. Un lugar similar es Punkaharju, en los lagos finlandeses.
La localidada  de Kemnay, en Aberdeenshire (Escocia), tiene un esker de 5 km llamado localmente Kemb Hills. En Berwickshire, en el sureste de Escocia, se encuentra Bedshiel Kaims, un ejemplo de 3 km de longitud que alcanza los 15 m de altura y es el legado de una corriente de hielo en el valle del río Tweed.

### Norteamérica
El Great Esker Park se extiende a lo largo del río Back en Weymouth, Massachusetts, y alberga el esker más alto de Norteamérica (27 m).
Hay más de 1000 eskers en el estado de Míchigan, principalmente en la zona centro-sur de la Península Baja. El esker más largo de Míchigan es el de Mason, de 35 km de longitud, que se extiende de sur a sureste desde DeWitt, pasando por Lansing y Holt, antes de terminar cerca de Mason.
En el estado de Maine (EE. UU.), los sistemas con eskers pueden tener una longitud de hasta 160 km.
El Thelon Esker tiene una longitud de casi 800 km y se extiende a lo largo de la frontera entre los territorios de Nunavut y los Territorios del Noroeste en Canadá.
El Uvayuq o monte Pelly, en el Parque Territorial de Ovayok, región de Kitikmeot, Nunavut, es un esker.
A veces se construyen carreteras a lo largo de los eskers para ahorrar gastos. Ejemplos de ello son la autopista Denali en Alaska, la carretera Trans-Taiga en Quebec y el tramo "Airline" de la ruta estatal 9 de Maine entre Bangor y Calais. En el Parque Estatal de Adirondack, al norte del estado de Nueva York, hay numerosos eskers de gran longitud.

## Etimología

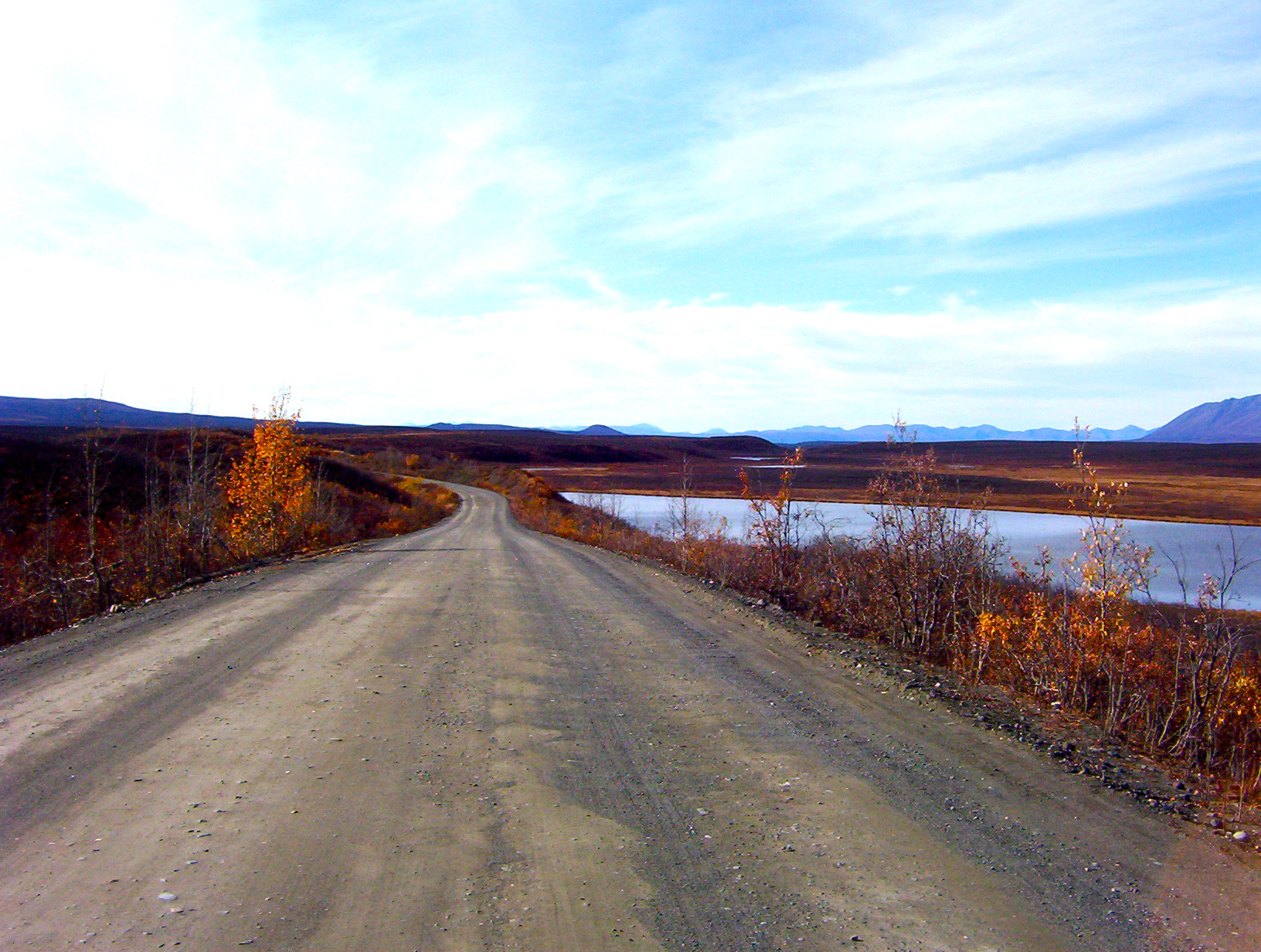
Partes de la autopista Denali en Alaska están construidas sobre eskers.

En español se utiliza a veces el término esker, directamente traído del inglés. A su vez el término esker en inglés procede de la palabra irlandesa eiscir (irlandés antiguo: escir), que significa "cresta o elevación, especialmente la que separa dos llanuras o superficies deprimidas". La palabra irlandesa se utilizaba y se utiliza sobre todo para describir largas crestas sinuosas, que ahora se sabe que son depósitos de material fluvioglaciar. El ejemplo más conocido de este tipo de eiscir es el Eiscir Riada, que recorre casi toda la anchura de Irlanda desde Dublín hasta Galway, una distancia de 200 km, y que todavía sigue de cerca la carretera principal Dublín-Galway.
La palabra sueca ås, relacionada, quiere decir "cresta".